# Hitachi, Ibaraki
Hitachi (japanska: 日立市?, Hitachi-shi) är en stad i Ibaraki prefektur i Japan. Staden fick stadsrättigheter 1939. 
Företaget Hitachi grundades 1910 i nuvarande Hitachi av Namihei Odaira.